# Distelglas

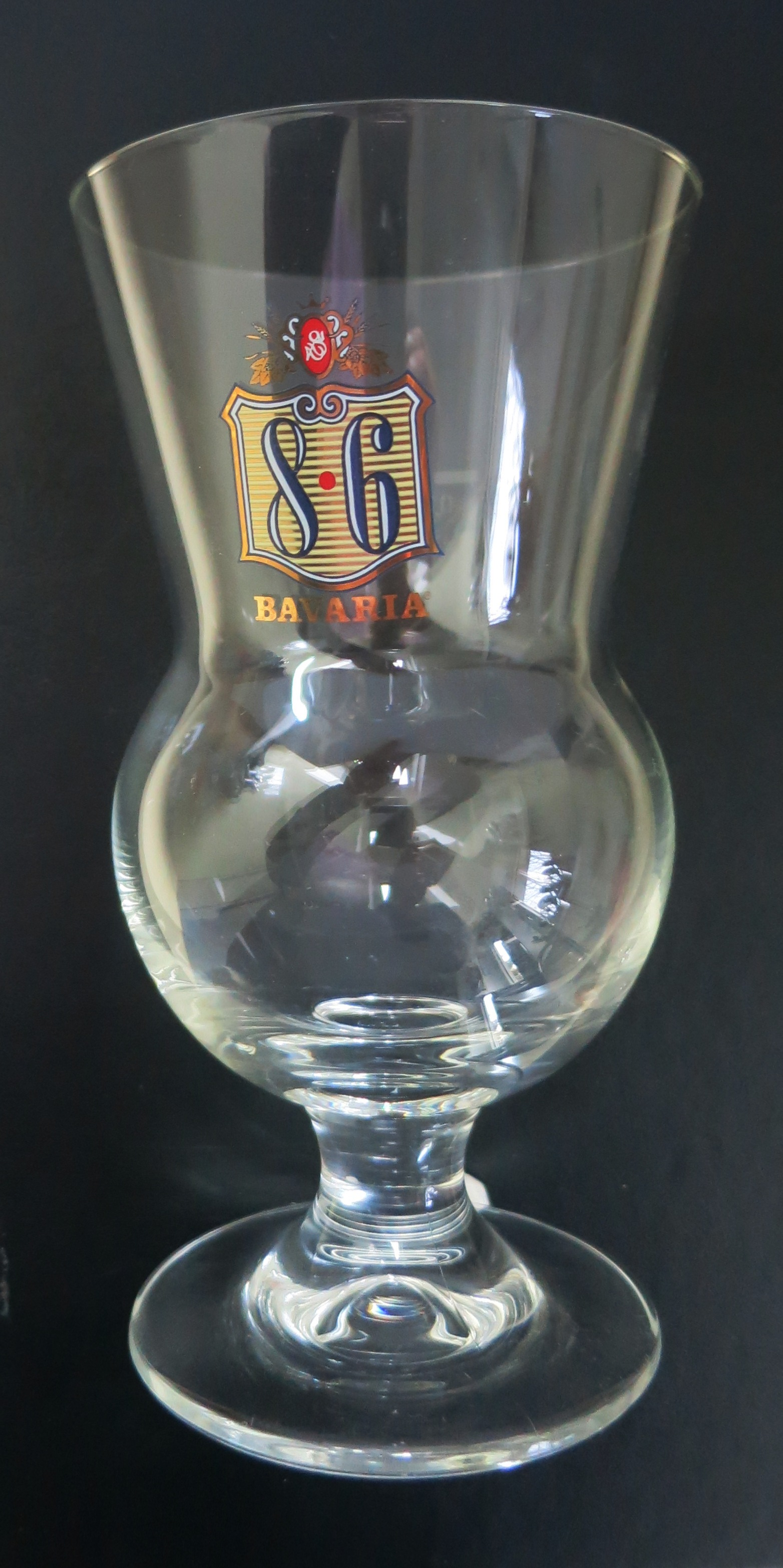
Bavaria 8.6 distelglas (1994)

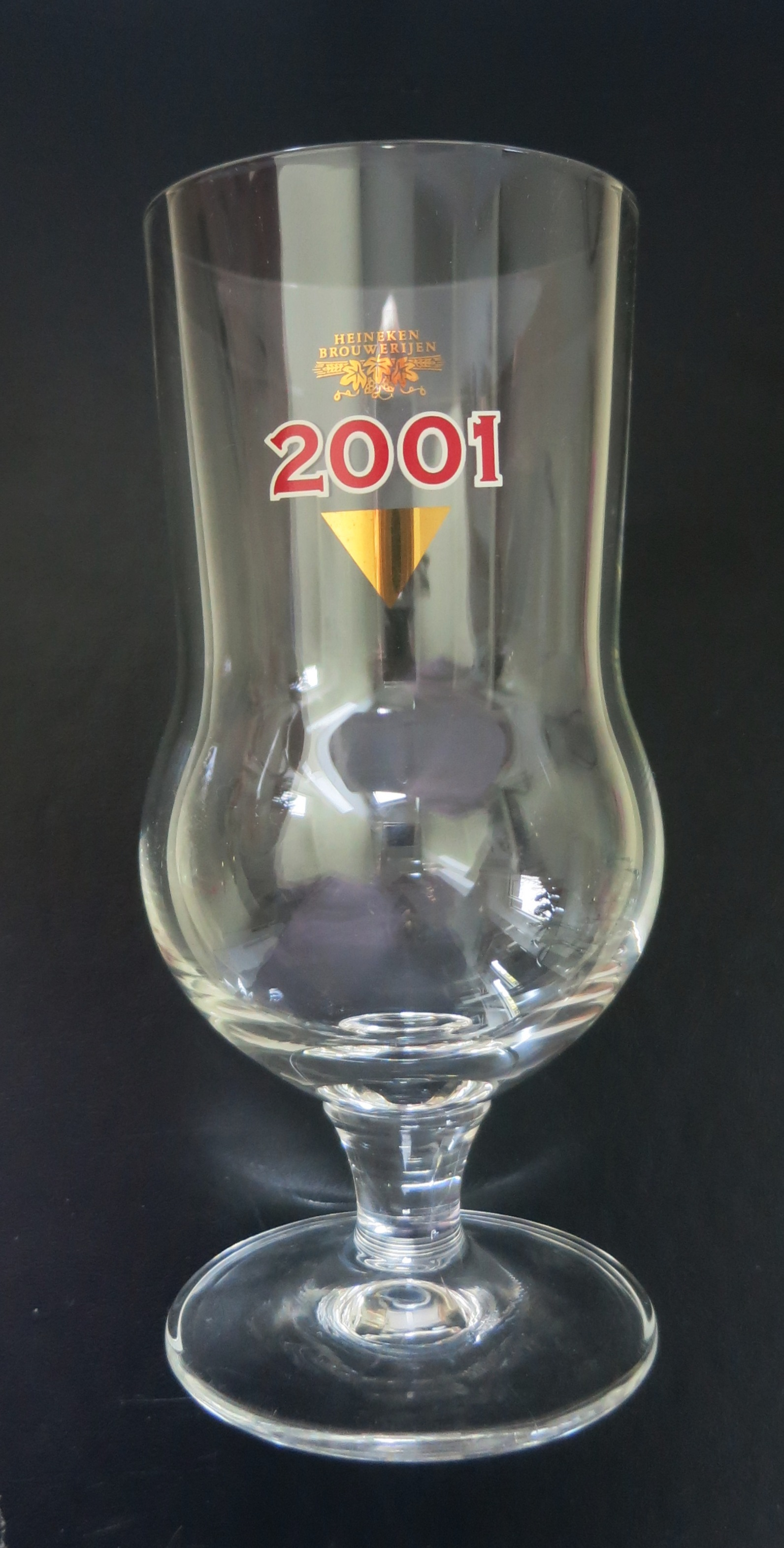
Heineken eindejaarsglas (2001)

Een distelglas is een bierglas dat bestaat uit drie vormelementen: een voet op een steel, een bolvormig middendeel en een brede en hoog uitwaaierende kraag. Dit type glas komt oorspronkelijk uit Groot-Brittannië. De naam is een letterlijke vertaling van thistle glass. De contouren van dit type glas lijken op die van Schotlands nationale bloem, de speerdistel. In Groot-Brittannië wordt dit glas gebruikt voor Scotch ale, een donker bovengistend bier met een moutige afdronk. Het distelglas is verwant aan de bokaalglazen, die vooral voor speciaalbieren met een complex aroma worden gebruikt. De opening tussen het bolvormig middendeel en de kraag van een distelglas mag niet te nauw zijn. Wanneer dit het geval is vormt zich namelijk zo'n dikke schuimlaag in de kraag van het glas, dat sommige geuren in het bier niet meer tot de neus van de consument kunnen doordringen.

## Distelglazen in Nederland en België
De eerste en tot op heden enige Nederlandse brouwerij die dit type glas heeft gebruikt is Bavaria. In 1994 werd het glas gekozen voor de introductie van het bier Bavaria 8.6, een zogenaamd super strength lager dat in kleur, smaak en bereidingswijze zo ongeveer het tegendeel is van Scotch ale. Het Bavaria 8.6 distelglas heeft een strijkmaat van 37,5 cl. Als het glas op de juiste wijze wordt ingeschonken bedraagt de netto inhoud 25 cl en vult de kraag zich grotendeels met schuim. Producent van het Bavaria 8.6 distelglas is de Duitse glasfabriek Ritzenhoff A.G. (Marsberg), die voor dit model zelf de aanduiding Zagora hanteert.
Bierbrouwer Heineken heeft in 2001 en 2002 zogeheten nieuwjaarsglazen in omloop gebracht die sterk op distelglazen lijken maar toch niet als zodanig kunnen worden gekwalificeerd. Een essentieel vormkenmerk van het distelglas is namelijk dat de bovenrand van de bokaal de grootste diameter heeft. Bij de nieuwjaarsglazen van Heineken is de diameter van de bovenrand gelijk aan de diameter van het bolvormige middendeel. De nieuwjaarsglazen van Heineken hebben daardoor een veel minder geprononceerde kraag.  
Anders dan in Nederland wordt het distelglas in België wèl gebruikt voor Scotch ale. Drankenconcern John Martin brengt sinds 1992 distelglazen in omloop ten behoeve van Gordon Scotch Ale en Gordon Finest, bieren die door het bedrijf uit Schotland worden geïmporteerd.  